# Westway (Texas)
Westway es un lugar designado por el censo ubicado en el condado de El Paso en el estado estadounidense de Texas. En el Censo de 2010 tenía una población de 4188 habitantes y una densidad poblacional de 1.085,23 personas por km².

## Geografía
Westway se encuentra ubicado en las coordenadas 31°57′36″N 106°34′32″O / 31.96000, -106.57556. Según la Oficina del Censo de los Estados Unidos, Westway tiene una superficie total de 3.86 km², de la cual 3.86 km² corresponden a tierra firme y (0%) 0 km² es agua.

## Demografía
Según el censo de 2010, había 4188 personas residiendo en Westway. La densidad de población era de 1.085,23 hab./km². De los 4188 habitantes, Westway estaba compuesto por el 97.71% blancos, el 0.17% eran afroamericanos, el 0.05% eran amerindios, el 0.02% eran asiáticos, el 0% eran isleños del Pacífico, el 1.48% eran de otras razas y el 0.57% pertenecían a dos o más razas. Del total de la población el 97.35% eran hispanos o latinos de cualquier raza.

## Educación
El Distrito Escolar Independiente de Canutillo gestiona escuelas públicas.